# Sveriges däggdjursfauna

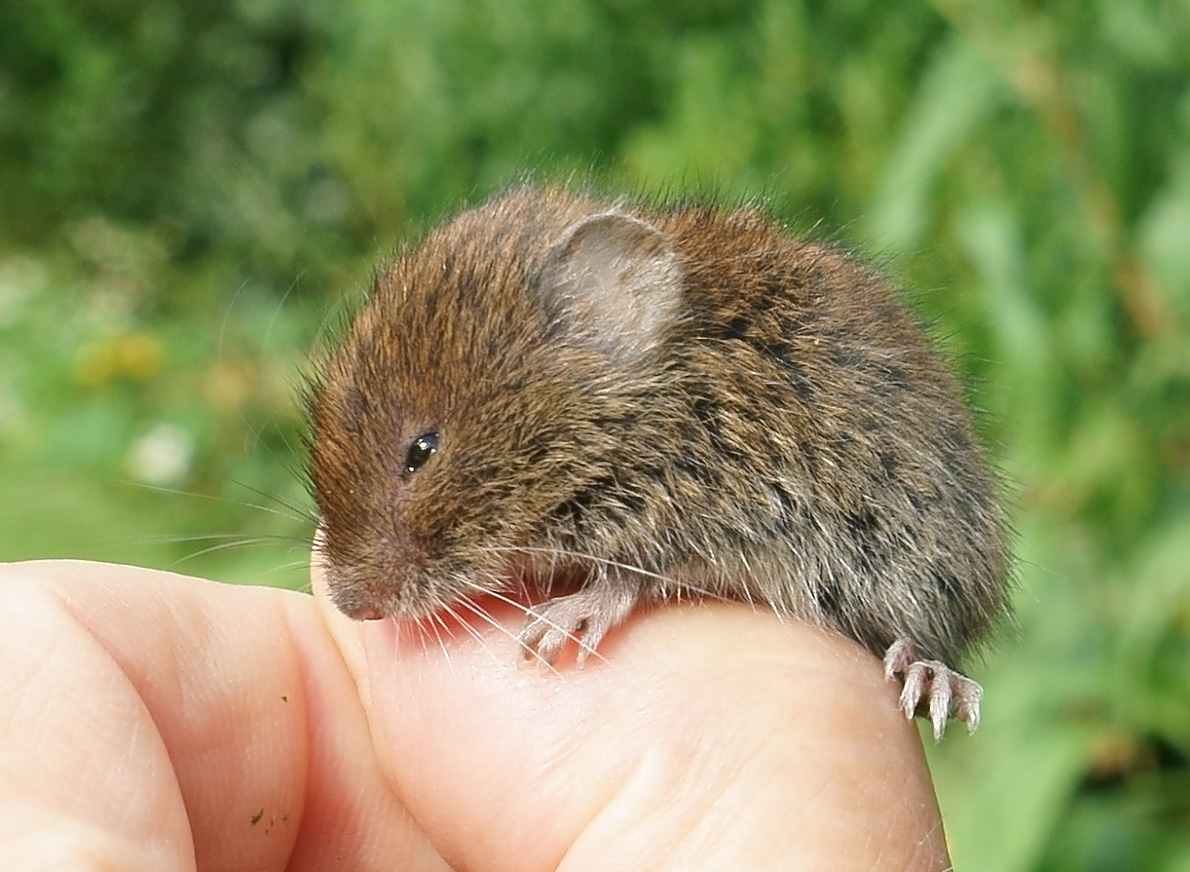
Åkersork, är tillsammans med vanlig näbbmus och skogssork, Sveriges vanligaste däggdjur.

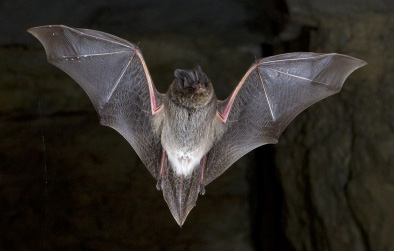
Fladdermöss inom familjen läderlappar, är den artrikaste däggdjursgruppen i Sverige. Flera av arterna är hotade, däribland barbastellen, som ses på bilden, och som kategoriseras som sårbar.

Sveriges vilda däggdjursfauna består av ungefär 75 arter, där den absolut artrikaste gruppen utgörs av fladdermöss, följt av råttdjur. De vanligaste däggdjuren är vanlig näbbmus, åkersork och skogssork. Dessa finns i hela landet med undantag av Gotland. Merparten däggdjur i Sverige är landlevande, men det finns även tre sälar och inte mindre än fem valar räknas till Sveriges fauna, där vanlig tumlare är talrikast. Bland hjortdjuren är rådjuret Sveriges vanligaste och minsta, medan landets största landlevande däggdjur, även det ett hjortdjur, är älgen, som också är Sveriges nationaldjur. Sveriges allra största däggdjur är sillvalen. 

## Taxonomi

### Fladdermöss(Chiroptera)
- Familj: Läderlappar (Vespertilionidae) 
  - Underfamilj: Vespertilioninae
    - Barbastell (Barbastella barbastellus)
    - Nordfladdermus (Eptesicus nilssoni)
    - Större brunfladdermus (Nyctalus noctula)
    - Mindre brunfladdermus (Nyctalus leisleri)
    - Dvärgpipistrell (Pipistrellus pygmaeus)
    - Sydpipistrell (Pipistrellus pipistrellus)
    - Trollpipistrell (Pipistrellus nathusii)
    - Gråskimlig fladdermus (Vespertilio murinus)
    - Brunlångöra (Plecotus auritus)

  - Underfamilj: Myotinae
    - Större musöra (Myotis myotis)
    - Dammfladdermus (Myotis dasycneme)
    - Vattenfladdermus (Myotis daubentoni)
    - Mustaschfladdermus (Myotis mystacinus)
    - Taigafladdermus (Myotis brandti)
    - Bechsteins fladdermus (Myotis bechsteini)
    - Fransfladdermus (Myotis nattereri)

### Partåiga hovdjur(Artiodactyla)
Underordning: Idisslare (Ruminantia)
- Familj: Slidhornsdjur (Bovidae) 
  - Underfamilj: Getdjur (Caprinae)
    - Myskoxe (Ovibos moschatus)
    - Mufflonfår (Ovis musimon)
- Familj: Hjortdjur (Cervidae)
  - Underfamilj: Capreolinae
    - Rådjur (Capreolus capreolus)
    - Älg (Alces alces)

  - Underfamilj: Egentliga hjortar (Cervinae)
    - Kronhjort (Cervus elaphus)
    - Dovhjort (Dama dama)

Underordning: Suina
- Familj: Svindjur (Suidae)
  - Underfamilj: Suinae
    - Vildsvin (Sus scrofa)

### Rovdjur(Carnivora)
Underordning: Kattliknande rovdjur (Feliformia)
- Familj: Kattdjur (Felidae)
  - Underfamilj: Mindre kattdjur (Felinae)
    - Europeiskt lodjur (Lynx lynx)

Underordning: Hundliknande rovdjur (Caniformia)
- Familj: Hunddjur (Canidae)
  - Underfamilj: Rävar (Vulpini)
    - Rödräv (Vulpes vulpes)
    - Fjällräv (Alopex lagopus)

  - Underfamilj: Caninae
    - Varg (Canis lupus)
    - Mårdhund (Nyctereutes procyonoides)

- Familj: Björnar (Ursidae)
  - Underfamilj: Ursinae
    - Brunbjörn (Ursus arctos)

- Familj Mårddjur (Mustelidae)
  - Underfamilj: Grävlingar (Melinae)
    - Europeisk grävling (Meles meles)

  - Underfamilj: Uttrar (Lutrinae)
    - Utter (Lutra lutra)

  - Underfamilj: Mustelinae
    - Iller (Mustela putorius)
    - Mink (Mustela vison)
    - Hermelin (Mustela erminea)
    - Vessla (Mustela nivalis)
    - Järv (Gulo gulo)
    - Skogsmård (Martes martes)

- Familj: Öronlösa sälar (Phocidae)
  - Underfamilj: Phocinae
    - Knubbsäl (Phoca vitulina)
    - Gråsäl (Halichoerus grypus)
    - Vikare (Phoca hispida)

### Soricomorpha
- Familj: Näbbmöss (Soricidae)
  - Underfamilj: Rödtandade näbbmöss (Soricinae)
    - Vanlig näbbmus (Sorex araneus)
    - Taiganäbbmus (Sorex isodon)
    - Lappnäbbmus (Sorex caecutiens)
    - Dvärgnäbbmus (Sorex minutus)
    - Mindre dvärgnäbbmus (Sorex minutissimus)
    - Vattennäbbmus (Neomys fodiens)

- Familj: Mullvadsdjur (Talpidae)
  - Underfamilj: Talpinae
    - Mullvad (Talpa europaea)

### Erinaceomorpha
- Familj: Igelkottar (Erinaceidae)
  - Underfamilj: Erinaceinae
    - Igelkott (Erinaceus europaeus)

### Hardjur(Lagomorpha)
- Familj: Harar och kaniner (Leporidae)
  - Underfamilj: Leporinae
    - Fälthare (Lepus europaeus)
    - Skogshare (Lepus timidus)
    - Europeisk kanin (Oryctolagus cuniculus)

### Gnagare(Rodentia)
- Familj: Ekorrfamiljen (Sciuridae)
  - Underfamilj: Sciurinae
    - Röd ekorre (Sciurus vulgaris)

- Familj: Sovmöss (Gliridae)
  - Underfamilj: Glirinae
    - Hasselmus (Muscardinus avellanarius)

- Familj: Springråttor (Dipodidae)
  - Underfamilj: Buskmöss (Sicistinae)
    - Buskmus (Sicista betulina)

- Familj: Råttdjur (Muridae)
  - Underfamilj: Möss (Murinae)
    - Brunråtta (Rattus norvegicus)
    - Husmus (Mus musculus)
    - Dvärgmus (Micromys minutus)
    - Mindre skogsmus (Apodemus sylvaticus)
    - Större skogsmus (Apodemus flavicollis)

  - Underfamilj: Sorkar (Arvicolinae)
    - Långsvansad skogssork (Clethrionomys glareolus)
    - Gråsiding (Clethrionomys rufocanus)
    - Rödsork (Clethrionomys rutilus)
    - Skogslämmel (Myopus schisticolor)
    - Vattensork (Arvicola terrestris)
    - Åkersork (Microtus agrestis)
    - Mellansork (Microtus oeconomus)
    - Fjällämmel (Lemmus lemmus)
    - Bisam (Ondatra zibethicus)

- Familj: Bävrar (Castoridae)
  - Europeisk bäver (Castor fiber)

### Primater(Primates)
- Överfamilj: Människoartade apor (Hominoidea)
  - Familj: Hominider (Hominidae)
    - Människa (Homo sapiens)

### Valar (Cetacea)
- Underordning: Tandvalar (Odontoceti)
  - Familj: Tumlare (Phocoenidae)
    - Vanlig tumlare (Phocoena phocoena)

  - Familj: Näbbvalar (Ziphiidae)
    - Nordlig näbbval (Hyperoodon ampullatus)

- Underordning: Bardvalar (Mysticeti)
  - Familj: Fenvalar (Balaenopteridae)
    - Vikval (Balaenoptera acutorostrata)
    - Sillval (Balaenoptera physalus)
    - Knölval (Megaptera novaeangliae)

### Översättning
Den här artikeln är helt eller delvis baserad på material från engelskspråkiga Wikipedia, Vesper bat, tidigare version.
Den här artikeln är helt eller delvis baserad på material från engelskspråkiga Wikipedia, Mustelidae, tidigare version.
Den här artikeln är helt eller delvis baserad på material från engelskspråkiga Wikipedia, Carnivora, tidigare version.